# Eugène Blot (sculpteur)
Pour les articles homonymes, voir Blot.
Ne doit pas être confondu avec Eugène Blot.
Eugène Blot, né à Grandvillers le 14 novembre 1830, ville où il est mort le 22 novembre 1899, est un sculpteur français.

## Biographie
Eugène Blot naît Grandvillers (Oise) le 14 novembre 1830. Il épouse à Dieppe le 15 novembre 1848 Marie Anne Thieury, une couturière. Établi à Boulogne-sur-Mer, il exécute un grand nombre de petits groupes et de statuettes en terre cuite représentant des pêcheurs, des pêcheuses, des matelots et divers sujets se rapportant toujours à la marine. Ces terres cuites étaient vendues commercialement dans les ports et dans les stations de bains de mer.
Eugène Blot n'a jamais exposé au Salon de Paris. Il meurt le 22 novembre 1899 dans sa ville natale.